# Rebecca Rittenhouse
Rebecca Rittenhouse (Los Angeles, 30 novembre 1988) è un'attrice statunitense.

## Biografia
Rebecca Rittenhouse è nata a Los Angeles ed è cresciuta a Pasadena. Ha frequentato l'Università della Pennsylvania, studiando lingue romanze e, successivamente, ha deciso di studiare recitazione alla Atlantic Theatre Company di New York.

### Carriera
Ha fatto il suo debutto off-Broadway in Commons of Pensacola scritto dal Manhattan Theatre Club, durante la stagione 2013-2014. Nel 2014, ha fatto il suo debutto televisivo, comparendo nell'episodio pilota della serie drammatica The Affair - Una relazione pericolosa. Più tardi, nello stesso anno, è stata scelta per il ruolo di Brittany Dobler nella commedia drammatica della Fox, Red Band Society. La serie è stata cancellata dopo una stagione. La Rittenhouse è stata originariamente considerata per il ruolo principale nel film di supereroi Deadpool, ma la parte è stata alla fine assegnata a Morena Baccarin.
Nel 2015 è stata scelta come la protagonista femminile Cody LeFever, nella soap opera della ABC, Blood & Oil. Tra il 2016 e il 2017 ha interpretato la dottoressa Anna Ziev nella commedia romantica The Mindy Project. Alla fine del 2017, è stata scelta per il ruolo di Keri Allen nel finale della settima stagione della serie Suits.
Nel 2018 è stata annunciata la produzione della serie Into the Dark che vede Rebecca Rittenhouse come co-protagonista del primo episodio Il corpo.
Nel 2019 Rebecca Rittenhouse ha interpretato la decoratrice d'interni Ainsley Howard nella miniserie Four Weddings and a Funeral, basata sull'omonimo film britannico del 1994, creato da Mindy Kaling e Matt Warburton.

## Filmografia

### Cinema
- Philadelphia, Ti Amo, regia di Jeff Ayars – cortometraggio (2011)
- Don't Worry (Don't Worry, He Won't Get Far on Foot), regia di Gus Van Sant (2018)
- Unfriended: Dark Web, regia di Stephen Susco (2018)
- C'era una volta a... Hollywood (Once Upon a Time in... Hollywood), regia di Quentin Tarantino (2019)

### Televisione
- The Affair - Una relazione pericolosa (The Affair) – serie TV, 1 episodio (2014)
- Red Band Society – serie TV, 13 episodi (2014-2015)
- Blood & Oil – serie TV, 10 episodi (2015)
- The Mindy Project – serie TV, 15 episodi (2016-2017)
- Real Life, regia di Pamela Fryman – film TV (2017)
- Suits – serie TV, 1 episodio (2018)
- The Handmaid's Tale – serie TV, 1 episodio (2018)
- Into The Dark – serie TV, episodio 1x01 (2018)
- The Good Cop – serie TV, 1 episodio (2018)
- Four Weddings and a Funeral – miniserie TV, 10 puntate (2019)

## Doppiatrici italiane
Nelle versioni in italiano delle opere in cui ha recitato, Rebecca Rittenhouse è stata doppiata da:
- Letizia Ciampa in Unfriended: Dark Web, Red Band Society
- Joy Saltarelli in Into the Dark
- Mattea Serpelloni in Four Weddings and a Funeral
- Martina Felli in Running Point